# Entobdella diadema
Entobdella diadema är en plattmaskart. Entobdella diadema ingår i släktet Entobdella och familjen Capsalidae. Inga underarter finns listade i Catalogue of Life.